# Pierre Imperiali
Pierre Guillaume Charles Giovanni Gaspard Melchior Balthazar, marquis Imperiali des Princes de Francavilla, dit Pierre Imperiali (Hamal, 17 mai 1874 - Soheit-Tinlot, 10 janvier 1940) fut un homme politique belge, membre du parti catholique.
Il fut propriétaire foncier. Il fut élu conseiller communal de Soheit-Tinlot (1901), puis en devint échevin (1905) et bourgmestre (1919), élu député de l'arrondissement de Huy-Waremme, au départ en suppléance de Dominique Pitsaer (1912-1919), puis devint sénateur de Huy-Waremme (1919-1925).
Pierre Imperiali est connu pour avoir inventé la Méthode Imperiali, appliquée dès 1921 aux élections communales, pour promouvoir un collège électoral démocratique représentatif. Cette réforme d'allocation des moyens du système électoral a toujours subi des critiques, mais existe toujours au niveau communal.
Par AR du 9 avril 1902, Pierre Imperiali fut admis dans la noblesse belge et obtint concession du titre de marquis en Belgique. Il fut officier de l'ordre de Léopold et grand-croix de l'Ordre Constantinien de Saint-Georges.

## Ouvrages
- XXV années de gouvernement. Le parti catholique belge et son œuvre, 1884-1909, Bruxelles, 1910.

## Généalogie
- Il est le fils du marquis italien Giovanni Antonio Lorenzo Francesco de Paulo Gaspard Balthazar Melchior Lupo Maris Imperiali (Naples, 22 janvier 1835 - Milan, 21 avril 1909) et d' Emma de Hemricourt de Grunne (Liège, 2 août 1842 - Bruxelles, 21 janvier 1892), qui se sont mariés à Russon, le 31 août 1870.
- Il épousa en 1898 dame Geneviève de Liedekerke (Bruxelles 1873-Soheit-Tinlot 1937).
  - Ils eurent 5 enfants : Monique (1904-1995), Jean (1908-1992), Andrée (1909-1996), Étienne (1911-1998), Jeanne (1914-1995).

## Sources
- bio sur ODIS
- État présent de la noblesse belge, Comte Humbert de Marnix de Sainte Aldegonde, 2008, p. 55
- La méthode Imperiali, Bernard d'Udekem d'Acoz, in Bulletin trimestriel de l'ANRB, n° 321, janvier 2025, p. 107
- Liste des familles contemporaines de la noblesse belge